# Халкіопа (дочка Еета)
Халкіо́па (дав.-гр. Χαλκιόπη) — царівна у давньогрецькій міфології, донька океаніди Ідії та царя Еета з Колхіди, сестра Медеї та дружина Фрікса.

## Міфологія
Цар Еет прийняв у себе Фрікса, який утік з Беотії, і віддав йому свою доньку Халкіопу в дружини. У Халкіопи та Фрікса народилися сини Арг, Мелан, Фронтіс і Кітісор. За словами Павсанія, у них був п'ятий син, Пресбон. Також згадується дочка, на ім'я Гелла.